# Michael MacWhite

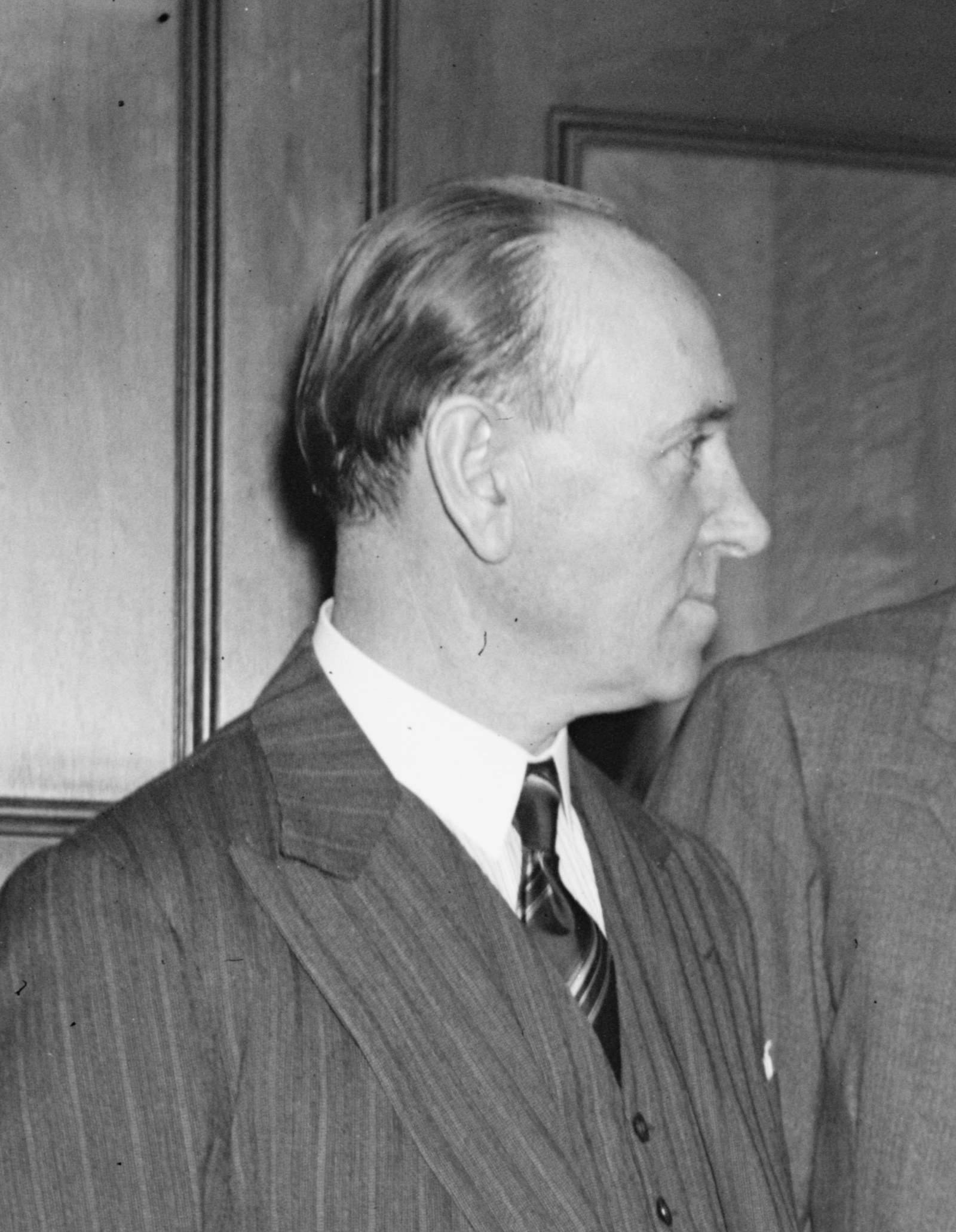
Michael MacWhite

Michael MacWhite (* 1883 in Reenogreena, County Cork; † 1958) war ein irischer Diplomat.
MacWhite war ein Abenteurer und bereiste in seiner Jugend Zentraleuropa, Skandinavien und das westliche Russland. Er studierte in Dänemark, arbeitete als Zeitungskorrespondent und kämpfte in der bulgarischen Armee im Ersten Balkankrieg von 1912.
1913 trat er der französischen Fremdenlegion bei und kämpfte auf Schlachtfeldern in Frankreich, Griechenland und der Türkei. In Gallipoli und Mazedonien verwundet, erhielt er insgesamt dreimal das Croix de guerre für seine Tapferkeit. Aufgrund seiner militärischen Verdienste und des damit erworbenen Ansehens wurde MacWhite mit der Leitung der französischen Militärdelegation betraut, um in die Vereinigten Staaten zu reisen und den vierten Verkauf von Liberty Bonds zu unterstützen.
Nach dem Ersten Weltkrieg kehrte er nach Dublin zurück und unterstützte seinen alten Freund Arthur Griffith. Im Januar 1919 wurde MacWhite von Harry Boland nach Paris gesandt. Im Gepäck die irische Unabhängigkeitserklärung, die provisorische Verfassung und das demokratische Programm. Dort angekommen, gelang es ihm, die Dokumente zu veröffentlichen. Gleichzeitig wurde er der Pariser Korrespondent für United Irishman und Arthur Griffiths Zeitung Young Ireland. Von dem Gesandten George Gavan Duffy wurde MacWhite der Posten des Sekretärs der irischen Delegation bei dem 1919 in Versailles tagenden Friedenskongress angeboten.
1921 wurde MacWhite als Vertreter des Dáil Éireann nach Genf zum neu entstandenen Völkerbund entsandt. Nach der Aufnahme des Irischen Freistaates in selbigen wurde MacWhite 1923 zum ersten ständigen Vertreter Irlands im Völkerbund ernannt. 1929 wurde MacWhite neuer irischer Gesandter in den Vereinigten Staaten. Als Gesandter bemühte er sich um die Vertiefung der Beziehungen beider Staaten. Sein nächster Posten führte ihn 1938 nach Rom. Nach Beginn des Zweiten Weltkrieges betreute MacWhite die irischen Staatsbürger in Rom, von denen viele Kleriker waren.
1950 verließ MacWhite, der den Rang eines Botschafters besaß, den diplomatischen Dienst und setzte sich zur Ruhe. Er starb 1958 und wurde auf dem Glasnevin Cemetery beigesetzt. Sein Sohn, der Archäologe Eóin MacWhite, wurde später auch als Diplomat tätig.